# Sebastià Puig Barceló
Sebastià Puig Barceló   (Palafrugell, 6 de setembre de 1868 - Palafrugell, 24 de gener de 1935) conegut com l'Hermós, fou un pescador empordanès. Home analfabet i primitiu, alhora que docte i lliure, era conegut des de l'Empordà fins al Rosselló pel seu tarannà filosòfic i atrabiliari. Va fascinar el jove Josep Pla, que el convertí en un personatge destacat de la seva literatura.

## Biografia
Nascut a Palafrugell, fill de Damià Puig Rovira i Margarida Barceló Puig, de vailet treballà als Bous (pesca) que Cebrià Pla Mayol, El noi gran de Calella de Palafruell, tenia al port de Palamós. Més tard entrà al sector surer i va viatjar a la pela d'alzines a Algèria, Extremadura i Castella. Al seu retorn fou contractat durant molts anys al servei domèstic de donya Rosa Barris i el seu fill Joan Vergés Barris. El jove Josep Pla el va conèixer quan a l'estiu tornava a Palafrugell, després de passar tot el curs estudiant a Girona i més tard a Barcelona. Pla va quedar fascinat per la saviesa ancestral de Sebastià Puig, i passava hores a la seva cabana escoltant-lo i compartint un senzill però deliciós àpat, ja que Puig era un excel·lent cuiner. Aviat el va batejar de forma irònica amb el sobrenom de l'Hermós, perquè li recordava un antropoide. Era calb, amb una mandíbula ferotge, tenia la pell dura i peluda, els ulls vidriosos, sota un bosc de celles, el pit voluminós, i els braços massa llargs. Era analfabet i es portaven 30 anys, però Pla deia que preferia passar una vetllada amb l'Hermós que escoltant un grup de savis acadèmics.
El 26 de setembre de 1918 van sortir tots dos de Calella de Palafrugell amb una petita embarcació. Tenien la intenció de recórrer totes les cales fins a Portvendres (Rosselló), projecte que quedà estroncat perquè viatjaven sense papers, i l'armistici de la primera guerra mundial encara no s'havia proclamat. Després d'ultrapassar la frontera marítima de Cervera de la Marenda, van albirar un vaixell de guerra francès, i la por de ser enfonsats o detinguts per espies els va fer recular. Aquesta experiència frustrada i els records del personatge estan recollits al Quadern gris, i al volum 43 de l'obra completa de Josep Pla, Caps i puntes.
Sebastià Puig Barceló, definit com a mariner d'alló més típic, pescador, cantaire de cançons de rem i vela, bon cuiner, garlaire empedreït, i amic franc i servicial, en un cert moment ho va abandonar tot i es va retirar a viure solitari a Aigua Xelida. Morí a Palafrugell el 24 de gener de 1935.
El 1997 l'agrupació excursionista de Palafrugell va restaurar la font de la platgeta de ponent d'Aigua Xelida, i hi va fixar una placa de granit en record de l'Hermós. També l'Ajuntament i la Fundació Josep Pla van col·locar a l'adjacent platja gran dues plaques metàl·liques, l'una amb la cèlebre fotografia de Josep Pla i Sebastià Puig, i l'altra amb una curta citació de la narració de llur viatge frustrat.